# Trajan Langdon
Trajan Shaka Langdon (Anchorage, 13 maggio 1976) è un ex cestista e dirigente sportivo statunitense, di ruolo guardia.

## Carriera
Specializzato nel tiro da tre, cosa che gli ha valso il soprannome "l'assassino dell'Alaska", Langdon nella NCAA giocò con la Duke University; oltre a far registrare il record per il maggior numero di tiri da 3 realizzati, fu determinante nella cavalcata che portò la squadra di Duke, i Blue Devils, fino alla finale NCAA, persa contro UConn. Prima dell'approdo in NBA, partecipò con la nazionale degli USA ai mondiali del 1998, conclusi al terzo posto.
Dal 1999, per tre stagioni, militò nei Cleveland Cavaliers, squadra che lo aveva scelto al draft di quell'anno con l'undicesima chiamata assoluta. In seguito approdò in Europa, dapprima, in Italia, alla Benetton Treviso, dove nella stagione 2002-03 vinse la Supercoppa italiana, la Coppa Italia e il campionato. L'anno successivo andò a giocare in Turchia, all'Efes Pilsen Istanbul, dove, anche lì, vinse il campionato.
Si trasferisce poi in Russia per la stagione 2004-05, nelle file della MBK Dinamo Mosca, prima di passare, l'anno dopo, all'altra squadra di Mosca, il CSKA di Ettore Messina. Con l'ex squadra dell'armata rossa realizza il "grande slam", vincendo campionato, coppa nazionale russa ed anche l'Eurolega, battendo in finale il Maccabi Tel Aviv per 73-69; Langdon contribuì alla vittoria con 11 punti, frutto di tre delle sue micidiali "triple" e di due tiri liberi. Il 7 ottobre 2006 con 17 punti è stato il miglior marcatore dell'amichevole che il CSKA ha giocato e vinto contro i Los Angeles Clippers.
Il CSKA vince ancora l'Eurolega nel 2008: Langdon viene insignito del premio di miglior giocatore della finale.

## Statistiche

### NBA

#### Regular season
| Anno      | Squadra             | PG  | PT | MP   | TC%  | 3P%  | TL%  | RP  | AP  | PRP | SP  | PP  |
| --------- | ------------------- | --- | -- | ---- | ---- | ---- | ---- | --- | --- | --- | --- | --- |
| 1999-2000 | Cleveland Cavaliers | 10  | 0  | 14,5 | 37,5 | 42,1 | 100  | 1,5 | 1,1 | 0,5 | 0,0 | 4,9 |
| 2000-2001 | Cleveland Cavaliers | 65  | 5  | 17,2 | 43,1 | 41,1 | 89,5 | 1,4 | 1,2 | 0,6 | 0,1 | 6,0 |
| 2001-2002 | Cleveland Cavaliers | 44  | 0  | 10,8 | 39,8 | 36,5 | 91,3 | 1,3 | 1,4 | 0,3 | 0,1 | 4,8 |
| Carriera  | Carriera            | 119 | 5  | 14,6 | 41,6 | 39,6 | 91,0 | 1,3 | 1,3 | 0,5 | 0,1 | 5,4 |

### Eurolega
| Anno       | Squadra       | PG  | PT  | MP   | TC%  | 3P%  | TL%  | RP  | AP  | PRP | SP  | PP   |
| ---------- | ------------- | --- | --- | ---- | ---- | ---- | ---- | --- | --- | --- | --- | ---- |
| 2002-2003  | Pall. Treviso | 21  | 19  | 28,6 | 54,0 | 51,1 | 75,9 | 2,7 | 1,7 | 1,6 | 0,1 | 14,8 |
| 2003-2004  | Anadolu Efes  | 20  | 19  | 33,1 | 46,2 | 39,1 | 86,4 | 3,0 | 1,6 | 1,5 | 0,2 | 14,2 |
| 2005-2006† | CSKA Mosca    | 24  | 24  | 31,8 | 45,3 | 39,0 | 86,0 | 3,1 | 1,5 | 1,2 | 0,2 | 12,8 |
| 2006-2007  | CSKA Mosca    | 25  | 25  | 29,6 | 47,5 | 42,0 | 92,5 | 4,0 | 1,0 | 1,6 | 0,2 | 13,5 |
| 2007-2008† | CSKA Mosca    | 25  | 25  | 29,1 | 51,2 | 45,8 | 88,4 | 3,3 | 0,9 | 1,2 | 0,1 | 12,6 |
| 2008-2009  | CSKA Mosca    | 21  | 21  | 28,8 | 49,4 | 43,2 | 87,8 | 2,7 | 1,3 | 1,0 | 0,0 | 10,6 |
| 2009-2010  | CSKA Mosca    | 21  | 21  | 32,3 | 50,5 | 47,0 | 91,3 | 3,0 | 1,1 | 1,4 | 0,0 | 15,0 |
| 2010-2011  | CSKA Mosca    | 10  | 9   | 27,5 | 39,7 | 22,9 | 70,8 | 2,2 | 0,5 | 0,2 | 0,0 | 8,3  |
| Carriera   | Carriera      | 167 | 163 | 30,2 | 48,6 | 42,7 | 86,8 | 3,1 | 1,3 | 1,3 | 0,1 | 13,0 |

## Palmarès

### Squadra
- Campionato italiano: 1

Pall. Treviso: 2002-03
- Campionato turco: 1

Efes Pilsen: 2003-04
- Campionato russo: 6

CSKA Mosca: 2005-06, 2006-07, 2007-08, 2008-09, 2009-10, 2010-11
- Supercoppa italiana: 1

Pall. Treviso: 2002
- Coppa Italia: 1

Pall. Treviso: 2003
- Coppa di Russia: 3

CSKA Mosca: 2005-06, 2006-07, 2009-10
- Eurolega: 2

CSKA Mosca: 2005-06, 2007-08
- VTB United League: 2

CSKA Mosca: 2008, 2009-10

### Individuale
- McDonald's All-American Game: 1

1994
- NCAA AP All-America Second Team: 1

1999
- NCAA AP All-America Third Team: 1

1998
- Euroleague Final Four MVP:

CSKA Mosca: 2007-08
- All-Euroleague First Team: 2

CSKA Mosca: 2006-07, 2007-08
- All-Euroleague Second Team: 1

CSKA Mosca: 2005-06
- NBA G League Basketball Executive of the Year Award: 1

Long Island Nets: 2019